# Prisma octogonal
En geometría, un prisma octogonal es el sexto elemento de un conjunto infinito de prismas, formado por lados cuadrados y dos tapas con forma de octógono regular.

## Simetría
Considerando distintos colores de caras y aristas, se modifican las condiciones de simetría de la figura:
| Nombre       | Prisma ditetragonal | Trapezoprisma ditetragonal |
| Imagen       |                     |                            |
| Simetría     | D4h, [2,4], (*422)  | D4d, [2+,8], (2*4)         |
| Construcción | tr{4,2} or t{4}×{}, | s2{2,8},                   |

## Imágenes
El prisma octogonal también se puede ver como un mosaico sobre una esfera:

## Óptica
En óptica, se utilizan prismas octogonales para generar imágenes sin parpadeos en los proyectores cinematográficos.

## Panales uniformes y 4 politopos
Es un elemento de tres panales uniformes:
| Panal prismático cuadrado truncado · | Panal cúbico omnitruncado · | Panal cúbico runcitruncado · |
|                                      |                             |                              |

También es un elemento de dos politopos uniformes de cuatro dimensiones:
| Teseracto runcitruncado · | Teseracto omnitruncado · |
|                           |                          |

## Poliedros relacionados
| Familia de prismas n-gonales uniformes | Familia de prismas n-gonales uniformes | Familia de prismas n-gonales uniformes | Familia de prismas n-gonales uniformes | Familia de prismas n-gonales uniformes | Familia de prismas n-gonales uniformes | Familia de prismas n-gonales uniformes | Familia de prismas n-gonales uniformes | Familia de prismas n-gonales uniformes | Familia de prismas n-gonales uniformes | Familia de prismas n-gonales uniformes | Familia de prismas n-gonales uniformes | Familia de prismas n-gonales uniformes | Familia de prismas n-gonales uniformes |
| Nombre                                 | Prisma digonal                         | (Trigonal) Prisma triangular           | (Tetragonal) Prisma cuadrado           | Prisma pentagonal                      | Prisma hexagonal                       | Prisma heptagonal                      | Prisma octogonal                       | Prisma eneagonal                       | Prisma decagonal                       | Prisma endecagonal                     | Prisma dodecagonal                     | ...                                    | Prisma apeirogonal                     |
| -------------------------------------- | -------------------------------------- | -------------------------------------- | -------------------------------------- | -------------------------------------- | -------------------------------------- | -------------------------------------- | -------------------------------------- | -------------------------------------- | -------------------------------------- | -------------------------------------- | -------------------------------------- | -------------------------------------- | -------------------------------------- |
| Imagen                                 |                                        |                                        |                                        |                                        |                                        |                                        |                                        |                                        |                                        |                                        |                                        | ...                                    |                                        |
| Imagen teselado esférico               |                                        |                                        |                                        |                                        |                                        |                                        |                                        |                                        |                                        |                                        |                                        | Imagen teselado plano                  |                                        |
| Conf. vértices                         | 2.4.4                                  | 3.4.4                                  | 4.4.4                                  | 5.4.4                                  | 6.4.4                                  | 7.4.4                                  | 8.4.4                                  | 9.4.4                                  | 10.4.4                                 | 11.4.4                                 | 12.4.4                                 | ...                                    | ∞.4.4                                  |
| Diagrama de Coxeter-Dynkin             |                                        |                                        |                                        |                                        |                                        |                                        |                                        |                                        |                                        |                                        |                                        | ...                                    |                                        |

| * Mutación de simetría n42 de teselados omnitruncados: 4.8.2n | * Mutación de simetría n42 de teselados omnitruncados: 4.8.2n | * Mutación de simetría n42 de teselados omnitruncados: 4.8.2n | * Mutación de simetría n42 de teselados omnitruncados: 4.8.2n | * Mutación de simetría n42 de teselados omnitruncados: 4.8.2n | * Mutación de simetría n42 de teselados omnitruncados: 4.8.2n | * Mutación de simetría n42 de teselados omnitruncados: 4.8.2n | * Mutación de simetría n42 de teselados omnitruncados: 4.8.2n | * Mutación de simetría n42 de teselados omnitruncados: 4.8.2n |
| Simetría *n42 [n,4]                                           | Esférica                                                      | Esférica                                                      | Euclídea                                                      | Hiperbólica compacta                                          | Hiperbólica compacta                                          | Hiperbólica compacta                                          | Hiperbólica compacta                                          | Paracomp.                                                     |
| Simetría *n42 [n,4]                                           | *242 [2,4]                                                    | *342 [3,4]                                                    | *442 [4,4]                                                    | *542 [5,4]                                                    | *642 [6,4]                                                    | *742 [7,4]                                                    | *842 [8,4]...                                                 | *∞42 [∞,4]                                                    |
| ------------------------------------------------------------- | ------------------------------------------------------------- | ------------------------------------------------------------- | ------------------------------------------------------------- | ------------------------------------------------------------- | ------------------------------------------------------------- | ------------------------------------------------------------- | ------------------------------------------------------------- | ------------------------------------------------------------- |
| Figura omnitruncada                                           | 4.8.4                                                         | 4.8.6                                                         | 4.8.8                                                         | 4.8.10                                                        | 4.8.12                                                        | 4.8.14                                                        | 4.8.16                                                        | 4.8.∞                                                         |
| Duales omnitruncados                                          | V4.8.4                                                        | V4.8.6                                                        | V4.8.8                                                        | V4.8.10                                                       | V4.8.12                                                       | V4.8.14                                                       | V4.8.16                                                       | V4.8.∞                                                        |